# 1606
1606 (MDCVI) var ett normalår som började en söndag i den gregorianska kalendern och ett normalår som började en onsdag i den julianska kalendern.

## Händelser

### Mars
- 4 mars – Nederländske kaptenen Willem Janszoon upptäcker Australien vid Cape York.[1]
- Mars–april – Vid en riksdag i Örebro diskuterar man sätt att hindra det polska hotet om återinsättning av Sigismund på tronen och återinförande av den katolska läran.

### September
- 2 oktober – Karl IX grundar staden Vasa i Finland genom att Mussor får stadsprivilegium.[2]

### December
- 26 december – Shakespeares Kung Lear uruppförs för kung Jakob I i bankettsalen på Whitehall Palace.

### Okänt datum
- Johan III:s son Johan blir hertig av Östergötland.

## Födda
- 10 februari – Christine Marie av Frankrike, regent i Savojen.
- 28 februari – William Davenant, engelsk poet och pjäsförfattare
- 3 mars – Edmund Waller, engelsk poet.
- 12 maj – Joachim von Sandrart, tysk konsthistoriker och konstnär
- 23 maj – Juan Caramuel y Lobkowitz, spansk författare
- 6 juni – Pierre Corneille, fransk författare.
- 10 juli – Corfitz Ulfeldt, dansk diplomat och riksgreve.
- 15 juli – Rembrandt, nederländsk konstnär.
- 18 september – Preben von Ahnen, lensmann (senare amtman) över Nordlands län (senare Nordlands amt) i Norge.
- Giovanni Francesco Grimaldi, italiensk arkitekt och konstnär.
- Pierre du Ryer, fransk dramatiker

## Avlidna
- 31 januari – Guy Fawkes, engelsk katolsk konspiratör (avrättad).
- 23 mars – Toribio av Mongrovejo, spanskt helgon.
- 6 augusti – Ottaviano Mascherino, italiensk arkitekt.
- 2 september – Carel van Mander, holländsk konstnär och poet.

### Fotnoter
1. ↑  World Statesmen (läst 3 april 2011)
2. ↑  ”Vasa stad 400 år”. Finland utomlands. https://finlandabroad.fi/web/grc/aktuellt/-/asset_publisher/T01HPEq0q7JC/content/vaasan-kaupunki-400-vuotta/384951. Läst 7 september 2022.